# 鹅溪镇
鹅溪镇，是中华人民共和国四川省绵阳市盐亭县下辖的一个乡镇级行政单位。2019年12月，撤销剑河乡和安家镇，设立鹅溪镇，以原剑河乡和原安家镇所属行政区域为鹅溪镇的行政区域，鹅溪镇人民政府驻政府街28号。

## 行政区划
鹅溪镇下辖以下地区：
军民村、玉霞村、剑河村、天古村、砚台村和莲云村。